# Caterina Valente
Caterina Valente (Párizs, 1931. január 14. – Lugano, 2024. szeptember 9.) olasz-francia énekesnő, gitáros, táncosnő, színésznő.

## Pályakép
Apja egy varietében tangóharmonikázott, míg anyja a világ egyik legjobb női zenebohóca volt. Valente ötéves korában már színpadon volt Stuttgartban. Pályája során mintegy 1500 dalt adott elő, összesen 13 nyelven.
Az 1960-as években a legnépszerűbb táncdalénekesnő volt Nyugat-Németországban. Pályája egy részét az Amerikai Egyesült Államokban töltötte, és többek között Bing Crosby, Dean Martin, Perry Como, Ella Fitzgerald dalaival aratta sikereit.

## Lemezek (válogatás)

### LP
- 1956: The Hi-Fi Nightingale (Decca)
- 1959: Arriba! (Decca)
- 1959: Serenata d'Amore, con Kurt Edelhagen Orch. (Polydor) Brazília számára
- 1959: A Poliglota da Canção (Polydor) Brazília számára
- 1960: Personalità (Decca, LK 4700)
- 1960: Latein Amerikanische Rhythmen con Edmundo Ros (Telefunken/Decca) Dél-Afrika számára
- 1963: South of the Border (London)
- 1963: Caterina Latin Album con Werner Müller Orch. (FFRR London) Japán számára
- 1964: Songs I've Sung on the Perry Como Show, (Decca/London)
- 1964: I Happen to Like New York (Decca)
- 1964: Caterina Valente com Edmundo Ros (London) Brazília számára
- 1965: Caterina Valente's Greatest Hits con Werner Müller Orch., Decca
- 1967: The Best of Caterina Valente (Polydor) Németország számára
- 1970: Ganz Paris träumt von der Liebe

## Képek

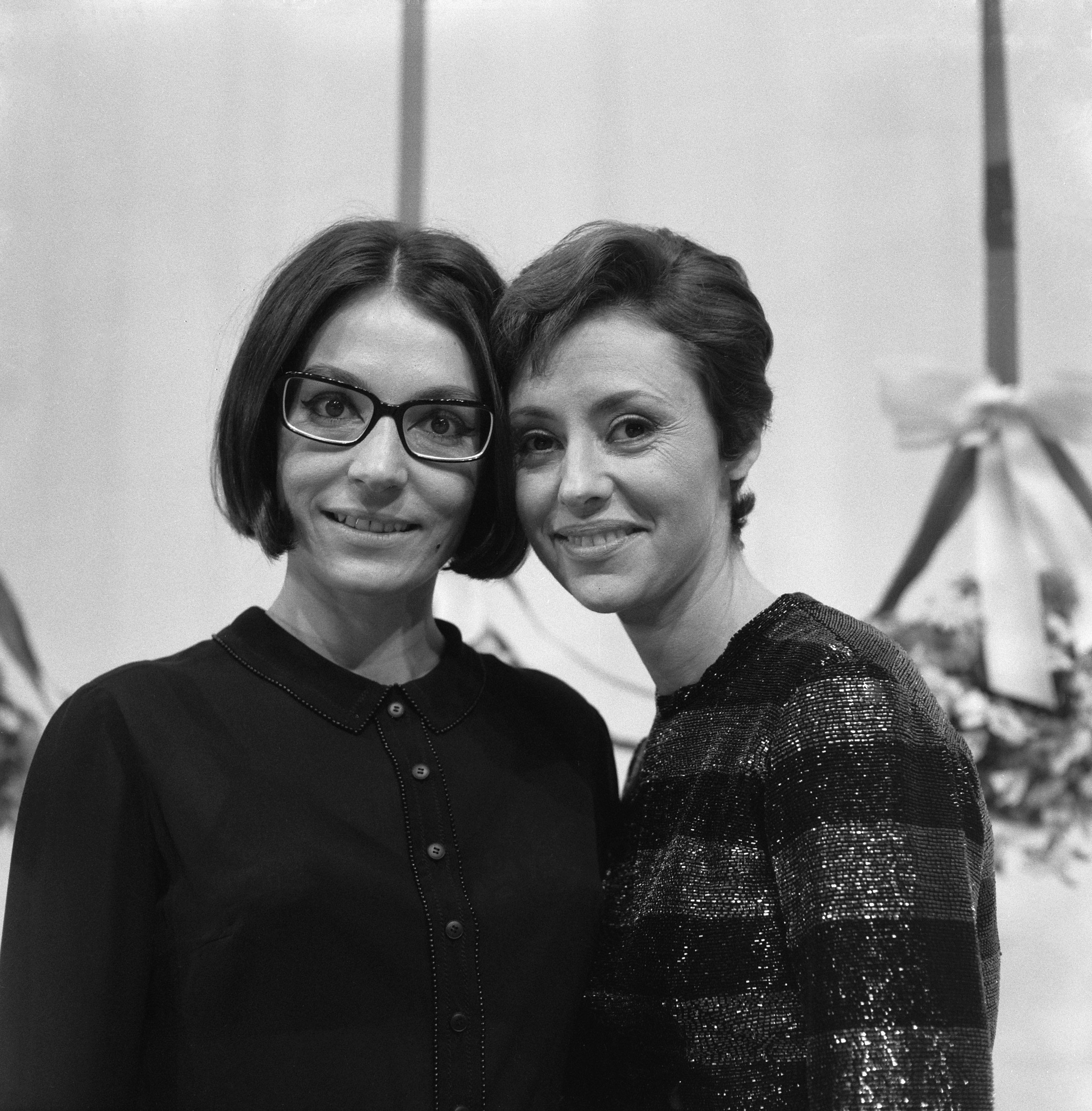
Nána Múszhurival
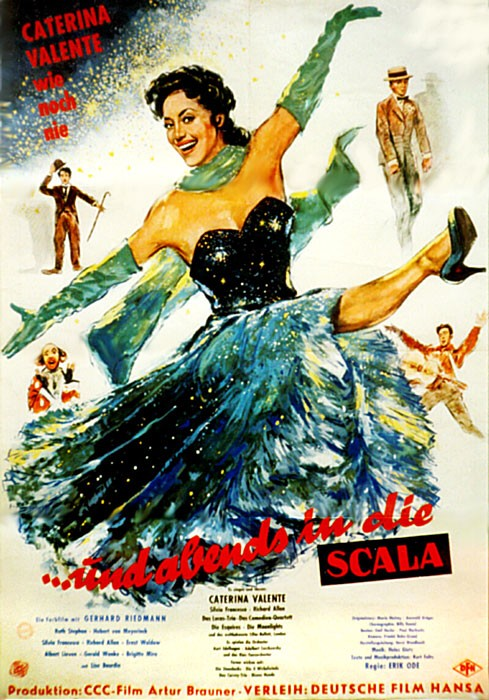
Filmplakáton
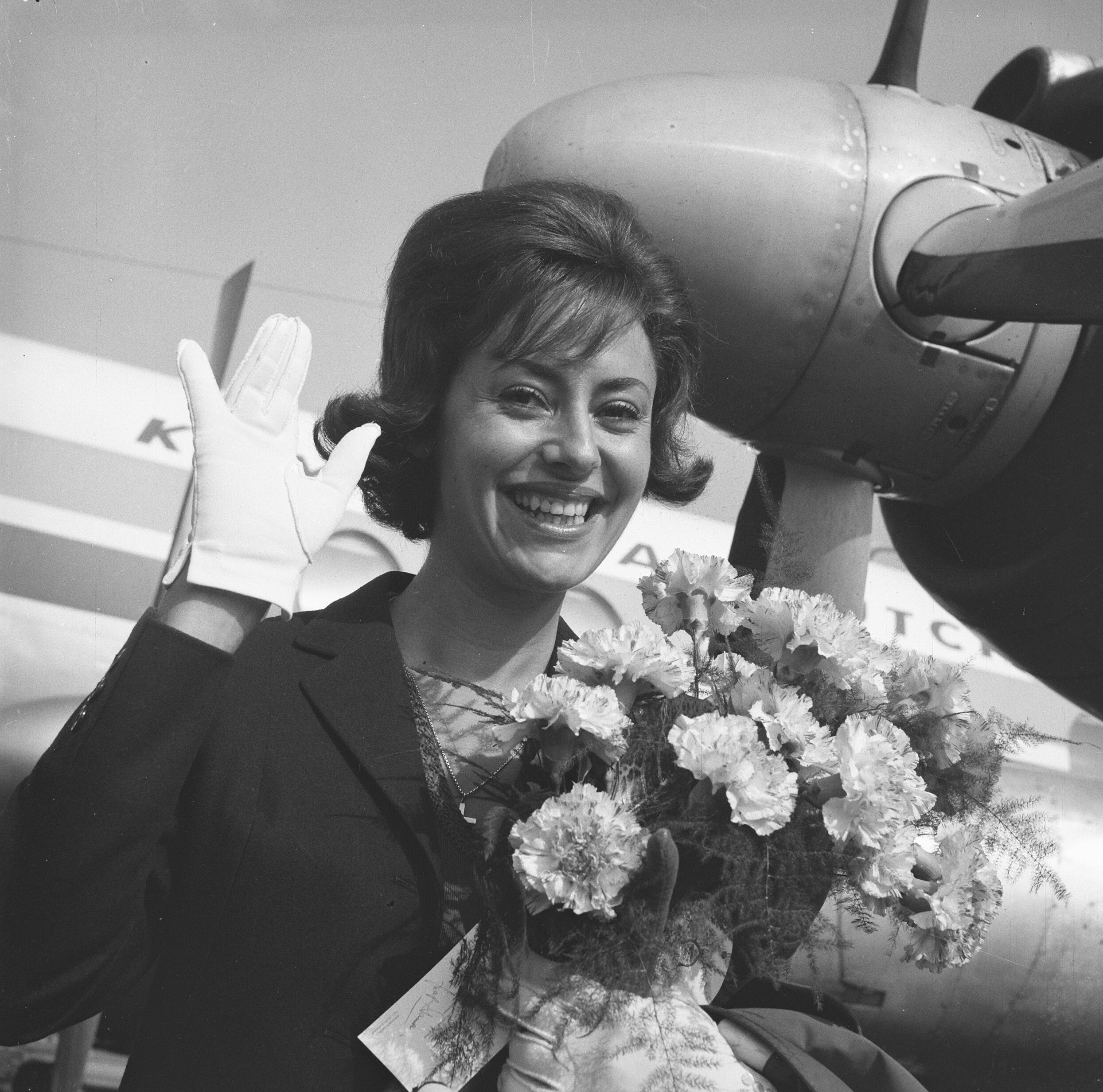
Amszterdamban 1962-ben